# Isturgia delimbaria
Isturgia delimbaria är en fjärilsart som beskrevs av Otto Staudinger 1892. Isturgia delimbaria ingår i släktet Isturgia och familjen mätare. Inga underarter finns listade i Catalogue of Life.